# San Zenone al Lambro
San Zenone al Lambro es un municipio italiano situado en la ciudad metropolitana de Milán, en Lombardía. Tiene una población estimada, a fines de mayo de 2024, de 4491 habitantes.

## Evolución demográfica
| Gráfica de evolución demográfica de San Zenone al Lambro entre 1861 y 2024 |
|                                                                            |
| Fuente: ISTAT - Elaboración gráfica de Wikipedia                           |